# Opex
Opex (dal inglese OPerational EXpenditure, in italiano spesa operativa) indica in economia aziendale l'ammontare di flusso di cassa che un'impresa impiega per gestire un prodotto, un business o un sistema altrimenti detti costi di O&M (Operation and Maintenance) ovvero costi operativi e di gestione.
La sua controparte, la spesa di capitale o Capex (dall'inglese CAPital EXpenditure, ovvero spese per capitale), è il costo per acquistare, mantenere o implementare le proprie immobilizzazioni operative, come edifici, terreni, impianti o attrezzature. Per esempio, l'acquisto di una fotocopiatrice è da considerarsi Capex, mentre il costo annuale per carta, toner, alimentazione e manutenzione rappresenta l'Opex. Per sistemi più estesi come quelli di business, l'Opex può anche includere il costo della manodopera e quelli dei siti, come l'affitto ed i relativi servizi.